# إيان برنتيس
إيان برنتيس هو محام بالقضاء العالي وسياسي أسترالي، ولد في 9 نوفمبر 1948 في بريزبان في أستراليا. نشط حزبياً في Queensland Liberal Party ‏. في 1980 Queensland state election ‏، انتخب عضو المجلس التشريعي لولاية كوينزلاند ‏ عن دائرة توونغ ‏ (29 نوفمبر 1980 – 27 أكتوبر 1983).